# Partia Razem
Partia Razem (lett. "Partito Insieme") è un partito politico polacco di orientamento socialdemocratico, socialista democratico ed europeista fondato nel 2015; nato con la denominazione di Razem (lett. "Insieme"), dal giugno 2019 all'ottobre 2024 ha avuto il nome di Lewica Razem (lett. "Sinistra Insieme").

## Storia
La formazione si è presentata per la prima volta alle elezioni parlamentari del 2015, in cui ha ottenuto il 3,6% dei voti senza conseguire alcun seggio.
In occasione delle elezioni europee del 2019 ha promosso la costituzione di un'alleanza, Lewica Razem, congiuntamente all'Unione del Lavoro (UP) e al Movimento per la Giustizia Sociale (RSS): il soggetto unitario ha ottenuto l'1,2% dei voti e non ha ottenuto alcuna rappresentanza.
Nel giugno del 2019, il partito è stato rinominato Lewica Razem ("Sinistra Insieme").
Alle elezioni parlamentari del 2019 ha presentato propri candidati all'interno dell'Alleanza della Sinistra Democratica, ottenendo 6 deputati.
Nel 2022, in seguito all'invasione russa dell'Ucraina, ha criticato fortemente le azioni della Russia, considerate imperialiste, e ha preso posizione a favore dell'invio di armi all'Ucraina.
Nelle elezioni del 2023 ha ottenuto 7 deputati e 2 senatori.
Nel giugno 2024, Marta Stożek ha assunto il mandato dopo l'elezione di Krzysztof Śmiszek al Parlamento europeo.
Nell'ottobre 2024, entrambe le senatrici (Magdalena Biejat e Anna Górska) e tre deputate: Daria Gosek-Popiołek, Dorota Olko e Joanna Wicha annunciarono il loro ritiro dal partito. Nello stesso mese, il partito tornò al suo nome originale, Partito Razem, e uscì dal club parlamentare di Lewica ("La Sinistra").
Il partito ha sostenuto la candidatura di Adrian Zandberg alle elezioni presidenziali del 2025.

## Parlamentari

### Deputati della IX legislatura (2019-2023)
- Magdalena Biejat
- Daria Gosek-Popiołek
- Maciej Konieczny
- Paulina Matysiak
- Adrian Zandberg
- Marcelina Zawisza

### Deputati della X legislatura (2023-2027)
- Maciej Konieczny
- Paulina Matysiak
- Marta Stożek
- Adrian Zandberg
- Marcelina Zawisza

## Loghi

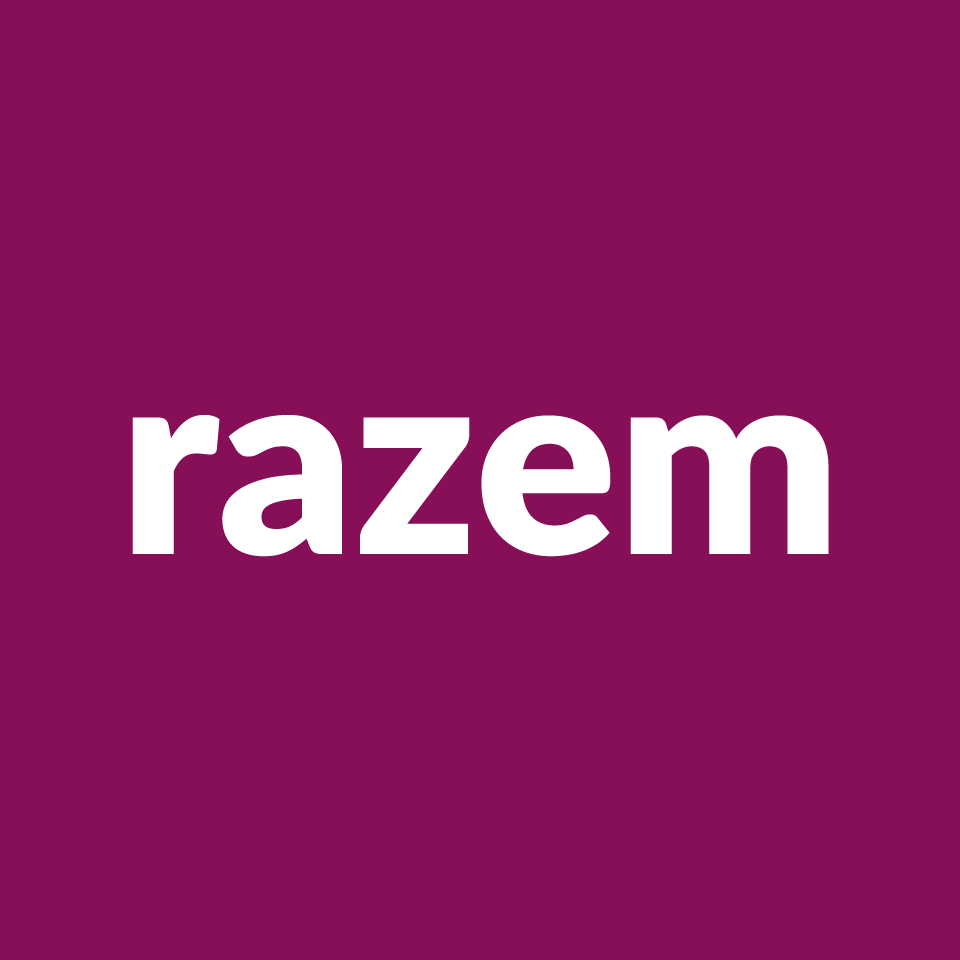
Fino al giugno 2019 e di nuovo dal 2024
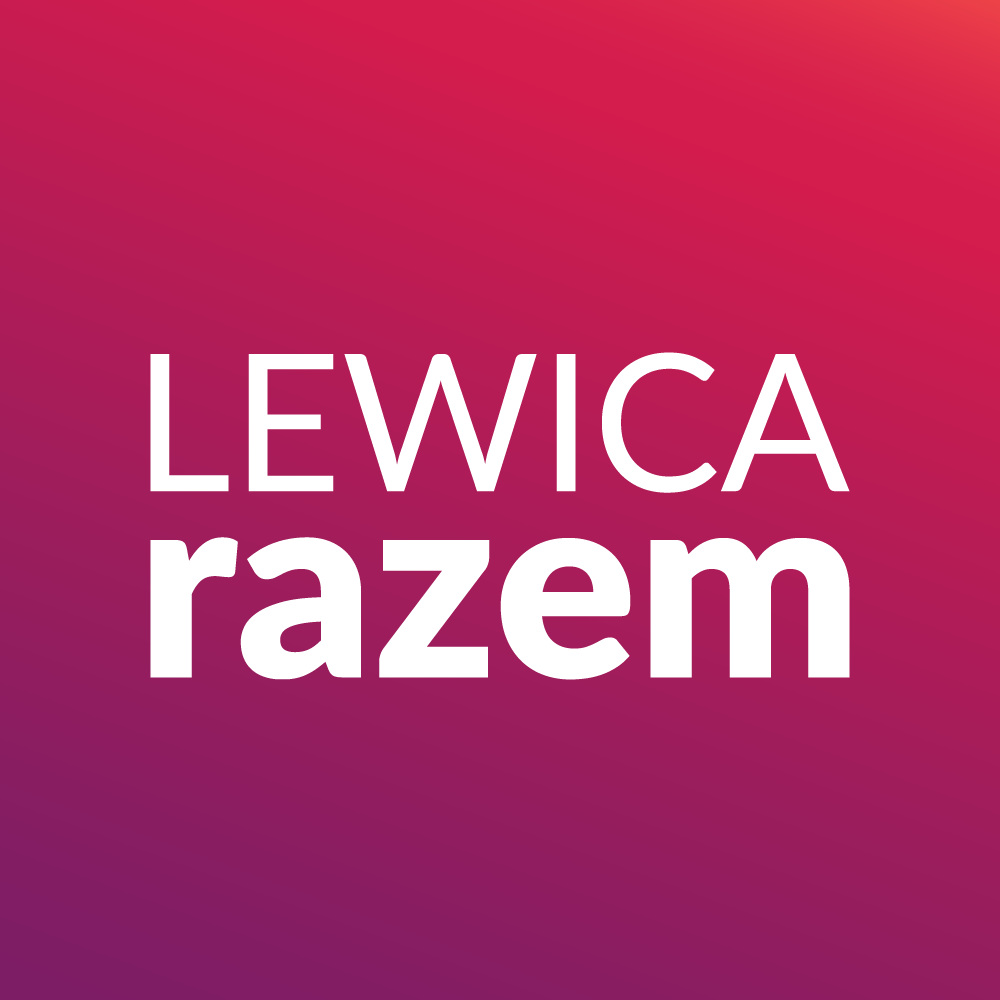
Dal giugno 2019 al 2024

## Risultati elettorali
| Elezione          | Elezione | Voti      | %         | Seggi   | Posizione        |
| ----------------- | -------- | --------- | --------- | ------- | ---------------- |
| Parlamentari 2015 | Sejm     | 550.349   | 3,62      | 0 / 460 | Opposizione      |
| Parlamentari 2019 | Sejm     | In SLD    | In SLD    | 6 / 460 | Opposizione      |
| Parlamentari 2023 | Sejm     | In Lewica | In Lewica | 7 / 460 | Appoggio esterno |
|                   |          |           |           |         |                  |

Europee:
| Elezione     | Elezione     | Voti      | %         | Seggi  |
| ------------ | ------------ | --------- | --------- | ------ |
| Europee 2019 | Europee 2019 | 168.745   | 1,24      | 0 / 51 |
| Europee 2024 | Europee 2024 | In Lewica | In Lewica | 0 / 53 |

### Annotazioni
1. ↑  Con UP e RSS
2. ↑  Con UP e RSS

### Fonti
1. ↑  (PL) Partia Razem. Nowa partia dla prekariuszy, su wyborcza.pl. URL consultato il 16 febbraio 2025.
2. ↑  (PL) Radykałowie? Komuniści? Nie – Razem to zwyczajna europejska socjaldemokracja, su krytykapolityczna.pl, 16 gennaio 2020. URL consultato il 23 maggio 2023.
3. 1 2  (EN) Poland, su europeelects.eu. URL consultato il 26 dicembre 2024.
4. ↑  (EN) Lewica: a united Polish left, su ips-journal.eu, 23 settembre 2019.
5. ↑  https://partiarazem.pl/stanowiska/2022/03/01/razem-leaves-progressive-international-and-diem25
6. ↑   Z. Malisz, M. Milenkovska, D. Kolarska, J. Gronowski, La sinistra polacca a quella occidentale: sostenete gli ucraini, su MicroMega, 4 marzo 2022. URL consultato il 26 giugno 2023.
7. ↑  (PL) Wybory do Sejmu i Senatu Rzeczypospolitej Polskiej w 2023 r., su sejmsenat2023.pkw.gov.pl. URL consultato l'8 aprile 2025.
8. ↑   www.sejm.gov.pl,  https://www.sejm.gov.pl/sejm10.nsf/posel.xsp?id=484&type=A. URL consultato l'8 aprile 2025.
9. ↑  (PL) Split on the Polish Left as 27 politicians leave party - English Section, su www.polskieradio.pl. URL consultato l'8 aprile 2025.
10. ↑  (PL) Adrian Zandberg kandydatem na Prezydenta RP!, su Partia Razem. URL consultato l'8 aprile 2025.
11. ↑  Fino al mese di ottobre 2024